# Cadia
Cadia é um género botânico pertencente à família Fabaceae.